# أندري خاتشاتوريان
أندري خاتشاتوريان (الروسية: Хачатурян, Андрей Владимирович) هو لاعب كرة قدم بيلاروسي في مركز الدفاع، ولد في 2 سبتمبر 1987 في مينسك في بيلاروس. شارك مع منتخب روسيا البيضاء تحت 19 سنة لكرة القدم ومنتخب بيلاروس لكرة القدم. أما مع النوادي، فقد لعب مع توربيدو جودينو وشاختيور سوليجورسك ونادي بلشينا بوبرويسك ونادي مينسك ونيمان غرودنو.

## وصلات خارجية
- أندري خاتشاتوريان على موقع الاتحاد الدولي (مؤرشف)  (الإنجليزية)
- أندري خاتشاتوريان على موقع الاتحاد الأوربي (الإنجليزية)
- أندري خاتشاتوريان على موقع قاعدة بيانات كرة القدم.إي يو (الإنجليزية)
- أندري خاتشاتوريان على موقع ناشيونال فوتبول تيمز (الإنجليزية)
- أندري خاتشاتوريان على موقع Soccerway.com (الإنجليزية)
- أندري خاتشاتوريان على موقع عالم كرة القدم.نت (الإنجليزية)